# Alain Gilles
Alain Gilles (Roanne, 5 maggio 1945 – Montpellier, 18 novembre 2014) è stato un cestista e allenatore di pallacanestro francese.

## Carriera
con la Francia ha disputato i Campionati mondiali del 1963 e cinque edizioni dei Campionati europei (1963, 1965, 1967, 1971, 1977).

## Palmarès

### Giocatore
- Campionato francese: 8

ASVEL: 1965-66, 1967-68, 1968-69, 1970-71, 1971-72, 1974-75, 1976-77, 1980-81
- Coppa di Francia: 2

ASVEL: 1965, 1967

### Allenatore
- Campionato francese: 1

ASVEL: 1980-81